# Brocchinia cowanii
Espèce
Classification APG III (2009)
Classification phylogénétique
Brocchinia cowanii est une espèce de plante de la famille des Bromeliaceae, endémique du Venezuela.

## Distribution
L'espèce est endémique de l'État d'Amazonas au Venezuela,.

## Description
L'espèce est hémicryptophyte ou saxicole.